# My Father’s Eyes
«My Father's Eyes» es una canción del músico británico Eric Clapton, publicada en el álbum de estudio Pilgrim (1998). Fue el primer sencillo de dicho álbum, y alcanzó el puesto 16 en la lista estadounidense Billboard Airplay, así como el número dos en la Hot Adult Contemporary. La canción ganó un Grammy en la categoría de mejor interpretación vocal pop masculina y el premio a la canción del año entregado por BMI en 1999.
Clapton tocó por primera vez la canción en 1992 en formato acústico y la volvió a arreglar en 1996 para incluirla en Pilgrim. Ambas versiones de la canción son diferentes de la versión publicada como sencillo en 1998. La canción fue incluida en la lista de canciones interpretada durante las giras Reptile World Tour en 2001 y 50 Years Further On Up the Road en 2013.

## Contenido
«My Father's Eyes» está inspirada en el hecho de que Eric Clapton nunca conoció a su padre, que falleció en 1985. En la canción, además de expresar el deseo de haber conocido a su padre, Clapton también hace referencia a la breve vida de su hijo Conor, quien falleció a la edad de cuatro años al caer por la ventana de un rascacielos. En su autobiografía, Clapton escribió: "En ella traté de describir el paralelismo entre mirar a los ojos de mi hijo y a los ojos del padre al que nunca conocí, a través de la cadena de nuestra sangre".

## Posición en listas
| Lista (1998)                        | Posición |
| ----------------------------------- | -------- |
| Alemania (Official German Charts)   | 57       |
| Australia (ARIA)                    | 77       |
| Austria (Ö3 Austria Top 40)         | 18       |
| Canadá (RPM)                        | 10       |
| Estados Unidos (Adult Contemporary) | 7        |
| Estados Unidos (Mainstream Top 40)  | 21       |
| Estados Unidos (Radio Songs)        | 16       |
| Francia (SNEP)                      | 23       |
| Países Bajos (Dutch Top 40)         | 20       |
| Países Bajos (Mega Single Top 100)  | 72       |
| Noruega (VG-lista)                  | 20       |
| Polonia (LP3)                       | 3        |
| Reino Unido (OCC)                   | 33       |
| Suiza (Schweizer Hitparade)         | 31       |